# Horst Neumann (Manager)
Horst Neumann (* 26. Juni 1949 in Leverkusen) ist ein deutscher Gewerkschaftsfunktionär und ehemaliges Vorstandsmitglied von ThyssenKrupp Elevator, Audi und Volkswagen AG.

## Leben
Neumann studierte von 1967 bis 1973 Wirtschafts- und Sozialwissenschaften in Hamburg und Berlin. Danach war er Referent beim Senator für Wirtschaft in Berlin, Karl König (bis 1975) bzw. Wolfgang Lüder (bis 1978). Von 1978 bis 1994 war er in der Wirtschaftsabteilung beim Vorstand der IG Metall. Daneben war er Mitglied der Aufsichtsräte der Motorenwerke Mannheim AG (1981–1986), der Adam Opel AG (1985–1995) sowie der Rasselstein AG (1986–1994). In den Vorstand letzterer wechselte er 1994 und war dort Arbeitsdirektor der Rasselstein GmbH und der Rasselstein Hoesch GmbH. 1995 promovierte er zum Thema Vergleich der Wettbewerbsstärke der deutschen und japanischen Automobilindustrie in Berlin zum Dr. rer. pol. 2001 wechselte Neumann als Arbeitsdirektor in den Vorstand der ThyssenKrupp Elevator AG. 2002 wurde Neumann Vorstandsmitglied der Audi AG mit der Ressortverantwortung für das Personal- und Sozialwesen. Im Dezember 2005 wurde Neumann Nachfolger von Peter Hartz als Vorstandsmitglied der Volkswagen AG und dort verantwortlich für Personal und Organisation. Am 31. Dezember 2015 wurde Neumann pensioniert.
Von 1997 bis 2007 war Horst Neumann mit der SPD-Politikerin  Andrea Nahles liiert.

## Auszeichnungen
- 2009: Ehrenprofessur der Tongji-Universität in Shanghai[3]

## Schriften
- mit Gerhard Bosch (Hrsg.): Beschäftigungsplan und Beschäftigungsgesellschaft. Bund, Köln 1991, ISBN 3-7663-2173-0.
- Mythos Japan. Unternehmensvergleich zur Wettbewerbsstärke der deutschen und japanischen Automobilindustrie. Edition Sigma, Berlin 1996, ISBN 3-89404-399-7.